# STP Airways
STP Airways és una aerolínia amb base a São Tomé, São Tomé i Príncipe. Actualment es troba a la Llista negra de companyies aèries de la Unió Europea

## Història
STP Airways va iniciar les seves operacions el 18 d'agost de 2008 amb vols entre Lisboa, Portugal, i São Tomé, São Tomé i Príncipe, amb un aparell Boeing 767 arrendat a la casa matriu, EuroAtlantic Airways. Des del 24 d'octubre de 2012 STP Airways està usant un EuroAtlantic Airways B737-800 en serveis setmanals a Lisboa.

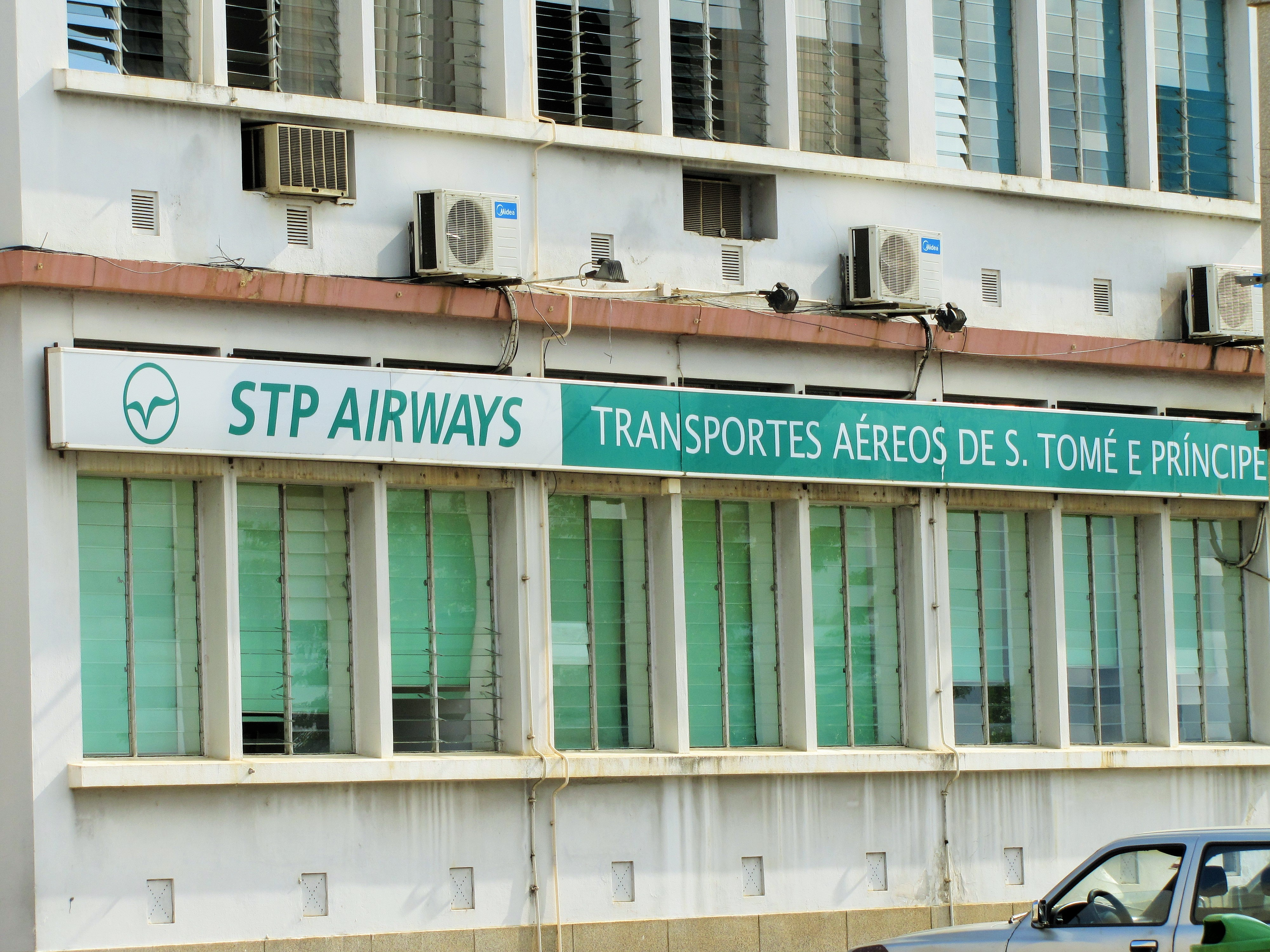
Oficina de STP Airways a São Tomé

## Destinacions
- Angola
  - Luanda - Aeroport Internacional Quatro de Fevereiro
- Portugal
  - Lisboa - Aeroport Lisboa Portela
- São Tomé i Príncipe
  - Illa de São Tomé - Aeroport Internacional de São Tomé Base
  - Illa de Príncipe - Aeroport de Príncipe

## Flota

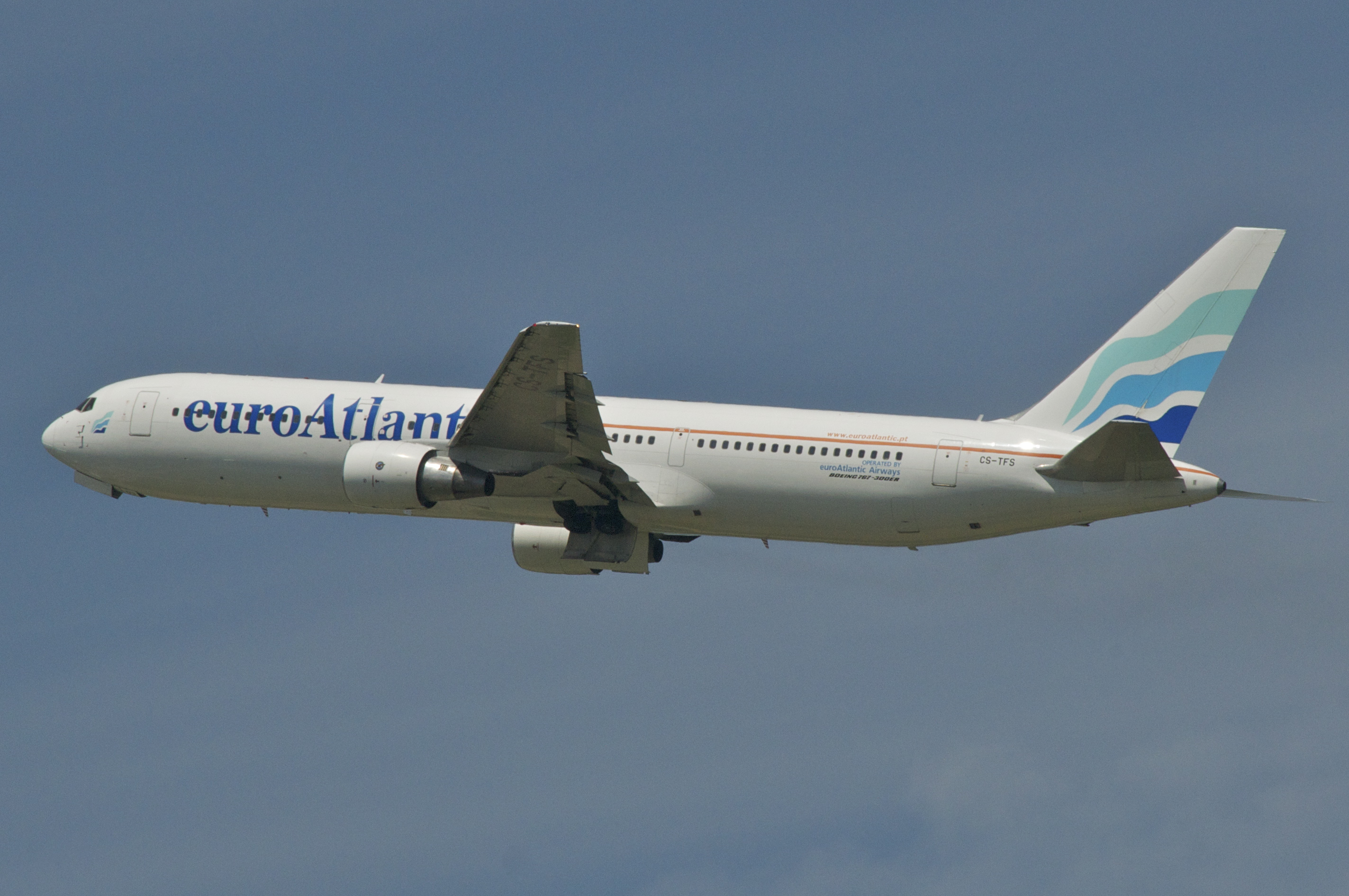
Un antic Boeing 767-300ER d'Euro Atlantic Airways operant per a STP Airways a l'Aeroport Internacional de Zurich

Pel maig de 2015 la flota de STP Airways fleet usava els següents aparells:
L'aerolínia també opera un Dornier 228 en vols a Príncep. En el passat, STP Airways operava dos Boeing 767-300ER de la seva matriu, Euroatlantic Airways (CS-TFS i CS-TFT). Tots dos avions van tornar a Euroatlantic l'any 2013. Des de llavors, STP Airways va començar a operar un Boeing 737-800 també d'Euroatlantic. Tanmateix, al maig de 2015, l'empresa va reprendre les operacions amb un Boeing 767.